# George Hervey (2e comte de Bristol)
George William Hervey, 2e comte de Bristol (31 août 1721 - 18 ou 20 mars 1775), fils aîné de John Hervey de son mariage avec Mary Lepell (en) (1700-1768), fille de Nicholas Lepell.

## Biographie
Il sert pendant quelques années dans l'armée. En 1755, il est envoyé à Turin en qualité d'envoyé extraordinaire. Il est ambassadeur à Madrid de 1758 à 176, occupant une position difficile avec crédit et dignité et se classe parmi les disciples de William Pitt l'Ancien.
Nommé lord-lieutenant d'Irlande en 1766, il ne se rend jamais dans ce pays au cours de sa courte période et, après avoir été lord du Sceau privé pendant une courte période, il acquiert l'étole de George III en janvier 1770. Il est décédé célibataire et son frère Augustus Hervey lui succède.